# Perks and Tit
Perks and Tit uživo je album britanskog hard rock sastava Deep Purple, kojeg 2004. godine, objavljuje diskografska kuća 'Purple Records'.
Materijal je zabilježen 9. travnja 1974. godine u 'Sports Arena', San Diego, prilikom glazbene turneje kao promocija objavljivanja njihovog studijskog albuma Burn. Objavljen je 2004. godine povodom proslave njihove 30. godišnjice djelovanja sastava i nakon 29 godina ponovnog okupljanja postave MK III. Album je službeno bio dostupan samo preko pošte na kućnu adresu, putem 'Purple Recordsa' i 'Deep Purple Appreciation Society' (DPAS), na ograničeno vrijeme, iako je ovaj koncert u razni bootlegsima bio tiskan tijekom svih 30 godina.
Ovaj album bio je zabilježen na kraju jedne vrlo uspješne američke turneje, a glavne osobine bile su novi članovi Purplea, David Coverdale (pjevanje|prvi vokal) i Glenn Hughes (Bas gitara, vokal), koji su zamijenili Iana Gillana i Rogera Glovera, samo tri dana nakon Deep Purpleovog legendarnog koncerta na festivalu 'California Jam'. Mnogi obožavatelji su svojim prisustvom pokazali kako se slažu da je sastav uspio nadmašiti sebe i s tim stvoriti novi glazbene uspjeh. To bi se moglo dijelom pripisati činjenici da je sastav, a posebno gitarist Ritchie Blackmore, u dovođenju novih članova u skupinu poslušao svijest američkih obožavatelja.
Iako će se s vremenom pokazati da je ovaj nastup jedan od njihovih najboljih u karijeri, čitav materijal nije uspio stati na album, a kako navodi Hughes, tako će i ostati sve do službenog objavljivanja. Na popisu nema nekoliko skladbi, a neke od njih su  "You Fool No One" i "Space Truckin", koju su izveli kada su izašli na bis. Konačno vremensko trajanje snimki je oko 50 minuta, dok stvarni nastup traje oko 80 minuta.
Ove snimke su nanovo objavljene 3. rujna 2007. godine, od strane 'Purple Recordsa' putem 'Sonic Zooma', pod nazivom Live in San Diego 1974. Iako je u potpunosti obnovljen i puno čišćeg zvuka originalnog izdanja, još uvijek je nepotpun u popisu skladbi kao i izvorna verzija.

## Popis pjesama
Sve pjesme napisali su David Coverdale, Ritchie Blackmore, Jon Lord i Ian Paice, osim gdje je drugačije naznačeno.
1. "Burn"
2. "Might Just Take Your Life"
3. "Lay Down, Stay Down"
4. "Mistreated" (Coverdale, Blackmore)
5. "Smoke on the Water" (Ian Gillan, Blackmore, Roger Glover, Lord, Paice)
6. "Solo na klavijaturama" (Lord)

## Personnel
- David Coverdale - Prvi vokal
- Ritchie Blackmore - Gitara
- Glenn Hughes - Bas gitara, vokal
- Jon Lord - Klavijature
- Ian Paice - Bubnjevi

## Vanjske poveznice
- Deep-purple.net